# Mesoleius breviformis
Mesoleius breviformis là một loài tò vò trong họ Ichneumonidae.